# Rondel
Pour les articles homonymes, voir Rondel (homonymie).
Pour l’article ayant un titre homophone, voir Rondelle.
Pour un article plus général, voir Poème à forme fixe.
 (janvier 2025).
En poésie, un rondel est un poème à forme fixe, construit sur deux rimes et comportant un refrain, à l'instar du rondeau et du triolet. Il est composé le plus souvent de treize vers octosyllabiques répartis en trois strophes.

## Historique
Le rondel, dont l'origine est française, a été en vogue entre les XIVe et XVIe siècles avant d'être repris par quelques poètes, en France et dans d'autres pays européens, vers la fin du XIXe siècle[réf. souhaitée].

## Description
Le refrain du rondel est formé de ses deux premiers vers, que l'on retrouve à la fin de la deuxième strophe, puis de son premier vers, que l'on retrouve à la fin de la troisième. 
Sa structure peut toutefois comporter des variantes : le refrain final se compose parfois des deux premiers vers ; les strophes comptent parfois un vers de plus ou de moins ; certains rondels sont en vers décasyllabiques ; on trouve aussi des rondels doubles formés de quatre quatrains.

## Exemples

### Le Printemps
L'un des rondels les plus connus dans l'histoire de la poésie française est Le Printemps de Charles d'Orléans :
Le temps a laissié son manteau	

De vent, de froidure et de pluye,	

Et s’est vestu de brouderie,	

De soleil luyant, cler et beau.	

Il n’y a beste, ne oyseau,

Qu’en son jargon ne chant ou crie :

Le temps a laissié son manteau

De vent, de froidure et de pluye.

Riviere, fontaine et ruisseau

Portent, en livrée jolie,      

Gouttes d’argent d’orfaverie,	

Chascun s’abille de nouveau.	

Le temps a laissié son manteau.

### Si tu veux nous nous aimerons
Cette structure se retrouve modifiée au niveau du schéma de rime du premier quatrain dans ce rondel de Stéphane Mallarmé, paru dans La Plume en 1896 :

### Autres rondels
- Tristan Corbière : Il fait noir, enfant, voleur d'étincelles !
- Charles Guinot : Si je te disais que je t'aime...
- Louis Salles : Ange...
- Rondels de Théodore de Banville

## Autre utilisation du terme
Dans l'art du vitrail, « Rondel » désigne une pièce de verre peinte au format généralement circulaire ornant une vitrerie. Il peut aussi être ovale ou carré. Les dimensions ne dépassent que rarement 40 cm.
Il s'observe particulièrement au XVe siècle dans le décor des bâtiments civils.